# منصة سيارة

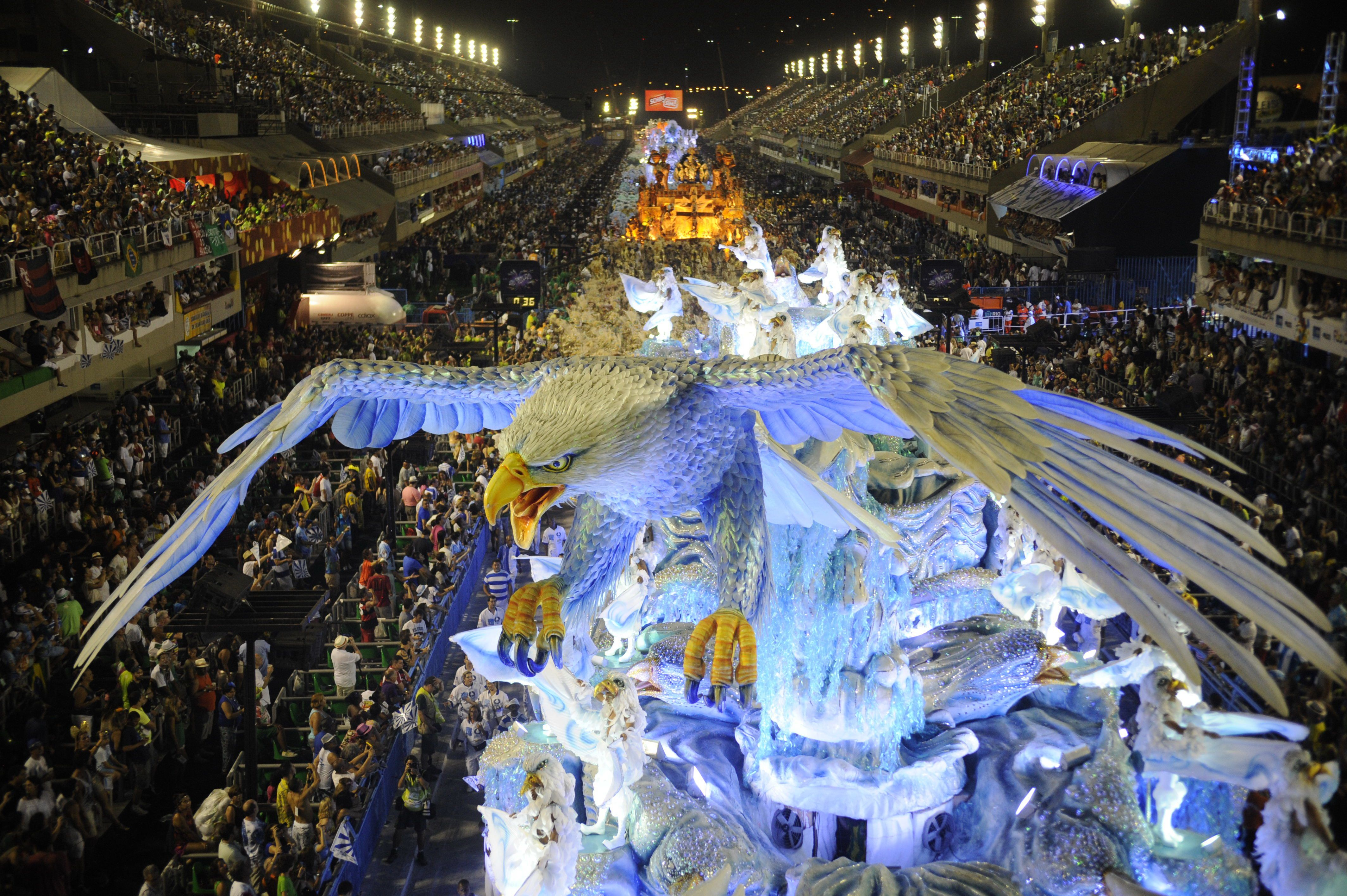
منصة سيارة في كرنفال ريو 2014

المِنَصَّة السيارة منصة مزينة إما مبنية على مركبة مثل شاحنة أو تُسحب خلفها، وتستخدم في العديد من المواكب الاحتفالية مثل عروض كرنفال ريو دي جانيرو وغيره الكثير.